# UniCredit
UniCredit (anteriormente UniCredito Italiano) é um banco italiano fundado em 1998. É atualmente o maior banco da Itália e também um dos maiores conglomerados bancários da Europa, operando em 22 países com mais de 162 000 funcionários.
Sua rede abrange 50 mercados em 17 países, com mais de 8 500 agências e mais de 147 000 funcionários. Sua posição estratégica na Europa Ocidental e Oriental dá ao grupo uma das maiores participações de mercado da região. A empresa é um componente do Euro Stoxx 50 índice do mercado de ações.
Principais acionistas do banco (Dezembro de 2011):
- Mediobanca – 5.247%
- Aabar Investments – 4.991%
- Central Bank of Libya – 4.988%
- Fondazione Cassa di Risparmio di Verona, Vicenza, Belluno e Ancona – 4.211%
- Fondazione Cassa di Risparmio di Torino – 3.319%
- Carimonte Holding – 2.910%
- Libyan Investment Authority – 2.594%
- Allianz – 2.201%